# 莫登 (曼尼托巴省)

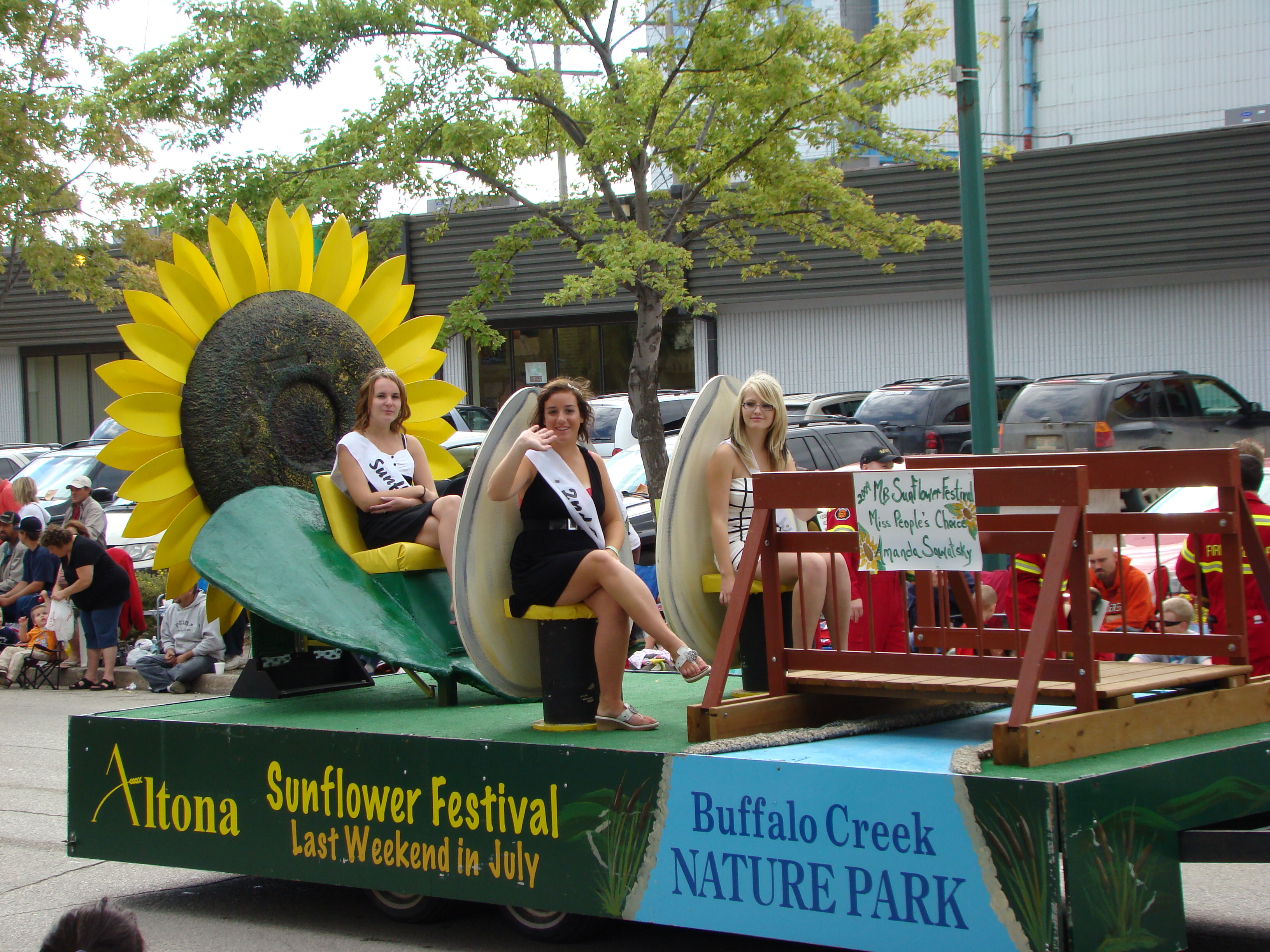
莫登玉米和蘋果節遊行

莫登（Morden）是位於加拿大曼尼托巴省南部彭比納谷地區的城市，靠近美國邊境。位於鄰近城市溫克勒以西約11公里；莫登和溫克勒通常被稱為馬尼托巴省的雙子城。根據加拿大統計局數據，2021年該市人口為9,929人，較2016年成長14.5%，成為曼尼托巴省成長最快的城市。
莫登每年8月都會舉辦玉米和蘋果節（Corn and Apple Festival）。該節日成立於1967年，提供免費的玉米和蘋果酒，並慶祝在摩登漫長的生長季節中成長的水果和蔬菜。